# Nakovanj (Orebić)
Nakovanj ili Nakovana (starosjedilačko ime), malo je naselje na poluotoku Pelješac u općini Orebić, Dubrovačko-neretvanska županija.

## Naziv
Naziv sela Nakovane (nominativ Nakovana) starog je i nepoznatog porijekla. Prvi se put spominje 1335. godine kao Nacovalda, potom 1357. kao Nacoualna te 1372. kao Nachovalna.
Prema jednoj legendi, u ovom dijelu Pelješca su živjela tri brata kovača. Jednog su se dana odlučili podijeliti pa je jedan brat dobio kućište (malu kuću - kovačnicu) gdje je ostao živjeti. Prema toj legendi ime je dobilo obližnje naselje Kučište. Drugi je brat dobio viganj, što je bio naziv za kovački alat, te se nastanio na mjestu koje je zbog toga dobilo naziv Viganj, a treći od braće je dobio nakovanj pa je mjesto u kojem je odlučio živjeti dobilo ime Nakovanj.
Prema tumačenju povjesničara Igora Fiskovića, Nakovana, odnosno Nakovanj, je bio prvotni naziv za brijeg koji se danas zove Grad, a koji nalikuje tom kovačkom dijelu alata. U prilog ovoj teoriji ide činjenica da se susjedno niže brdo zove Nakovanić.
Prema trećem tumačenju ime Nakovana moglo bi biti i keltskog porijekla, a s obzirom na to da su se Kelti tijekom 4. stoljeća prije Krista spustili niz Neretvu, te vrlo vjerojatno došli i do Pelješca, to tumačenje i nije toliko nemoguće.
Austrijska administracija mjesto spominje kao Nakovan ili Nakovana, a Talijani ga prevode na talijanski, pa su tako Gornju Nakovanu administrativno nazivali Nacovana Superiore, a Donju Nacovana Inferiore, no ti nazivi nikad nisu zaživjeli u govornoj uporabi.
Ime Nakovanj se pojavljuje za vrijeme Kraljevine SHS, u vrijeme jezične reforme kada se ikavica zamjenjivala ijekavicom i kada je Pelišac postao Pelješac. Nakovani se tada ime mijenja u Nakovanj, a pod tim imenom se spominje i danas. Opće je mišljenje da bi tu pogrešku trebalo ispraviti te mjestu vratiti naziv Nakovana kojim se služe svi starosjedioci ovog područja.

## Zemljopisni položaj
Nakovana se nalazi uz lokalnu cestu Viganj - Lovište, oko 6 km sjeverozapadno od Vignja. Ovo područje obuhvaća dva sela Gornja (koordinate: 42°59′48″N 17°05′35″E / 42.99667°N 17.09306°E i Donja Nakovana (koordinate: vidi lokacijsku mapu).

## Povijest naselja
Nakovana je jedno od najstarijih peljeških mjesta. Arheološkim istraživanjima je utvrđeno da je naselje bilo naseljeno čak prije 8.000 godina. 
Zbog teške gospodarske situacije u vrijeme Austro-Ugarske, krajem 19. stoljeća došlo je do stagnacije razvoja nekad jednog od najvećih i najrazvijenijih peljeških naselja. Situacija se pogoršala za vrijeme Kraljevine Jugoslavije, a naročito tijekom drugog svjetskog rata kada je 6. siječnja 1943. godine naselje opustošila talijanska vojska potpuno spalivši Donju Nakovanu. Kasnijim dolaskom njemačkih vojnika koncem iste 1943. godine, selo je potpuno napušteno. Većina stanovnika je otišla u zbijeg u egipatski El Shatt, a oni koji su ostali odvedeni su koncentracijske logore u Bosni, dok su sposobni muškarci mobilizirani u partizane ili domobrane. Nakon rata se stanovništvo, čije su kuće bile spaljene i na drugi način uništene, premjestilo u Mirce, Lovište i Viganj. Mlađa populacija je otišla u Novi Zeland ili Australiju. Do konca osamdesetih starija je populacija izumrla. Godine 1991. zadnji je stalni stanovnik napustio Gornju Nakovanu, dok je u Donjoj ostala živjeti tek jedna obitelj. 
Odlaskom posljednjih stanovnika, selo je bilo prepušteno na milost i nemilost lopovima koji su pljačkali sve što je imalo ikakvu vrijednost. Najčešće su odnosili skupocjene starine poput vrlo vrijednog starinskog namještaja i slika. Nisu poštedjeli ni mjesnu crkvu male Gospe iz koje su pokrali zlato i oltarnu sliku djevice Marije.
Danas je Nakovana gotovo potpuno napuštena, ali u mjestu i okolici su brojni kulturno povijesni spomenici poput špilje Spila Nakovana, koja je najbogatije nalazište ilirske kulture u svijetu, a otkriveno je slučajno, za vrijeme arheološke ekspedicije tijekom koje su pronađeni ostaci iz neolita, stari oko 8.000 godina. Od brojnih spomenika tu su i ilirsko svetište iz 4. stoljeća prije Krista, ilirska gradina na brdu Grad, ilirske grobne gomile, kuća izumitelja torpeda Ivana Lupisa Vukića i nekoliko srednjovjekovnih crkvica.

## Fauna
Između ostalih, u kraju kod Nakovane žive mufloni. Borave na samom vrhu Sv. Ilije, ali i na obroncima brda prema Orebiću, Kućištu, Vignju i Nakovani. U ovaj su kraj naseljeni 1970., a ovdje su odstrijeljeni svjetski rekordni primjerci. Jedan primjerak ulovljen na Sv. Iliji četvrti je na svijetu. Krivolov tijekom Domovinskog rata mnogo je smanjio populaciju. Krivolov je na isti način uništio populaciju divljih konja i divljih magaraca. Ovdašnji divlji konji nastali su od pitomih konja koje su Nakovjani držali na ispašu na podrucju Sv. Ilije. Krdo je do 1990-ih došlo do 20 grla, a onda su tijekom Domovinskog rata pobijeni automatskim oružjem. Isto je snašlo domaće divlje magarce. Slična sudbina umalo je snašla i nakovanskog tovara, no uspjelo je preživjeti nekoliko jedinaka.

## Stanovništvo
Prema popisu stanovništva iz 2001. godine u Nakovani obitavaju tek 4 stanovnika.
| broj stanovnika | 166   | 150   | 166   | 133   | 162   | 130   | 131   | 270   | 78    | 70    | 34    | 15    | 20    | 6     | 4     | 3     | 1     |
|                 | 1857. | 1869. | 1880. | 1890. | 1900. | 1910. | 1921. | 1931. | 1948. | 1953. | 1961. | 1971. | 1981. | 1991. | 2001. | 2011. | 2021. |

## Poznati Nakovnjani
- Ivan Lupis Vukić - izumitelj torpeda

## Vanjske poveznice
- | Logotip Zajedničkog poslužitelja | Zajednički poslužitelj ima stranicu o temi Gornja Nakovana || Logotip Zajedničkog poslužitelja | Zajednički poslužitelj ima stranicu o temi Donja Nakovana |
- Nakovana info
- Nakovana - foto galerija  Arhivirana inačica izvorne stranice od 23. listopada 2013. (Wayback Machine)
- Udruga za zaštitu, ocčvanje i razvoj Nakovane  Arhivirana inačica izvorne stranice od 23. listopada 2013. (Wayback Machine)
- Secrets of Nakovana cave (eng.)  Arhivirana inačica izvorne stranice od 9. srpnja 2009. (Wayback Machine) - Royal Ontario museum
- Bilješke studentica s arheološkog nalazišta Spila Nakovana na poluotoku Pelješcu  Arhivirana inačica izvorne stranice od 31. srpnja 2009. (Wayback Machine)

## Galerija
- Ruševine u Gornjoj Nakovani
- Donja Nakovana
- Gornja Nakovana
- Snimka područja s Gradine
- Crkva Male Gospe u Nakovani